# Daini Kunija
Daini Kunija (Hjogo, 1944. október 12. –) japán válogatott labdarúgó.

## Nemzeti válogatott
A japán válogatottban 44 mérkőzést játszott.

## Statisztika
| Japán válogatott | Japán válogatott | Japán válogatott |
| Időszak          | Mérk.            | gól              |
| ---------------- | ---------------- | ---------------- |
| 1972             | 6                | 0                |
| 1973             | 4                | 0                |
| 1974             | 7                | 0                |
| 1975             | 12               | 0                |
| 1976             | 15               | 0                |
| Összesen         | 44               | 0                |